# Glyphotmethis ovipennis
Glyphotmethis ovipennis är en insektsart som först beskrevs av Boris Petrovich Uvarov 1934.  Glyphotmethis ovipennis ingår i släktet Glyphotmethis och familjen Pamphagidae. Inga underarter finns listade i Catalogue of Life.